# Фонд Куалена
Фонд Куалена (фр. Le fonds Coislin) — колекція (або фонд) грецьких рукописів, зібрана П'єром Сег'є, але названа на честь Анрі-Шарля дю Комбу де Куалена, його другого власника. Зараз він зберігається у Національній бібліотеці Франції, як один із трьох фондів грецьких рукописів: fonds grec, fonds Coislin та supplément grec.

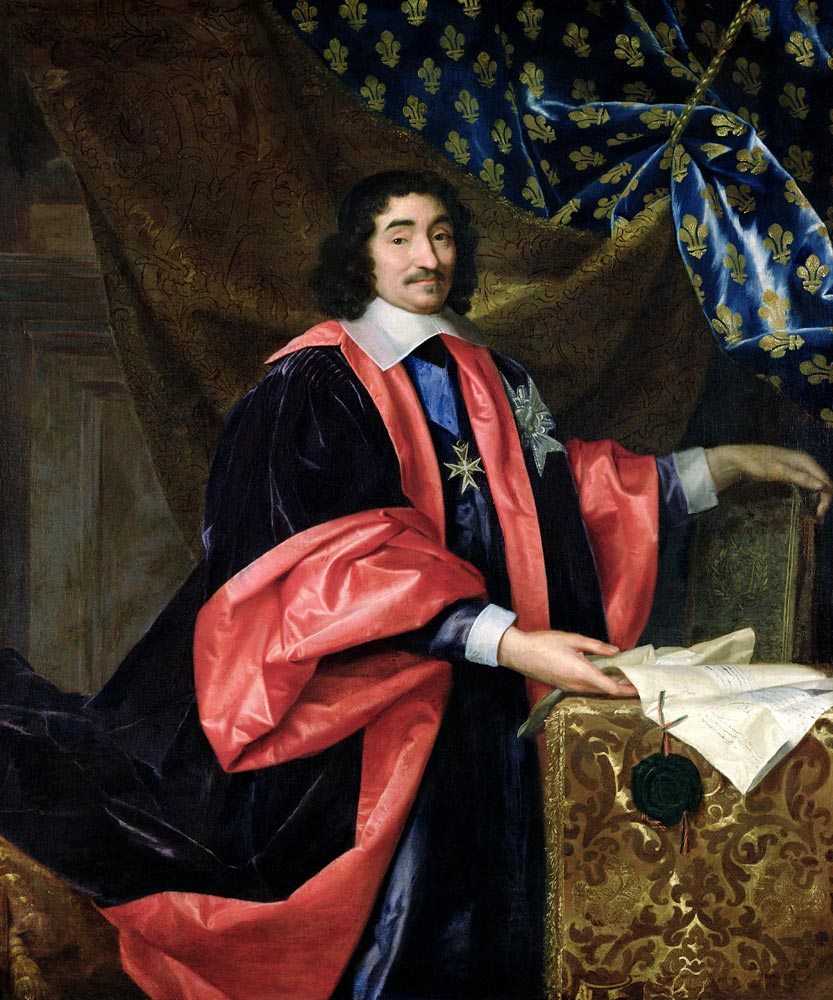
П'єр Сег'є, портрет пензля Анрі Тетлена (близько 1668)

## Історія колекції
Більшість рукописів цього фонду були зібрані між 1643 і 1653 рр. П'єром Афанасом Ритором, який придбав їх для П'єра Сегера (1588—1672), канцлера Франції з 1635 року. Афанас купував рукописи на Кіпрі, в Константинополі, на Афоні та в інших землях, що межують з північним і західним Егейським морем.
Колекція містить майже 400 рукописів. Афанас особисто зібрав понад 300 рукописів (можливо 358). Після смерті Сег'є всю цю колекцію успадкував його онук Анрі-Шарль дю Камбу де Куален (1664—1732), єпископ Меца. Він подарував його монахам-бенедиктинцям Сен-Жермен-де-Пре в Парижі.

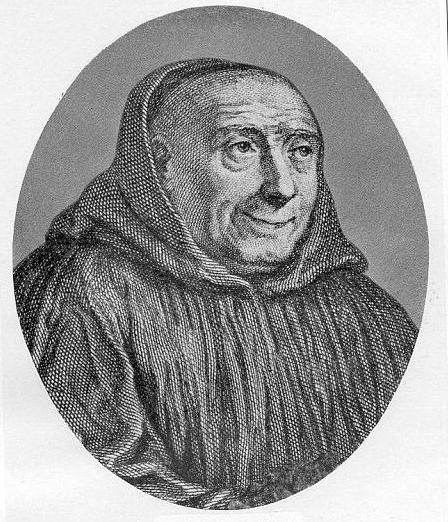
Бернар де Монфокон

Перший каталог цієї колекції, каталог Куалена, був складений 1715 року ченцем Бернаром де Монфоконом. В ньому було описано 42 рукописи (Бернар де Монтфокон, Bibliotheca Coisliniana olim Segueriana, Париж: Ludovicus Guerin & Carolus Robustel, 1715). Значна частина колекції була спалена в 1793 році, а 1795 року Фонд Куалена поступив на зберігання у Національну бібліотеку Франції, де зберігається донині. Кілька рукописів, придбаних росіянами за часів Катерини II, зберігаються зараз у Санкт-Петербурзі.
Одним з найвідоміших рукописів колекції є фрагментарний uncial Codex Coislinianus. До колекції також увійшли « Мінускул 35» (Coislin 199), який вважається одним із найкращих зразків візантійського типу тексту та основою «Євангелія за Іоаном у візантійській традиції» (Deutsche Bibelgesellschaft, Штутгарт, 2007). Збірник також включаєще деякі зразки тексту Нового Завіту, а також Септуагінти, Йосипа Флавія та інших античних та середньовічних авторів.

## Вибрані рукописи
- Coislinianus 20 — Євангеліє (Григорій-Аланд 36)
- Coislinianus 24 — Євангеліє від Матвія та Марка (Григорій-Аланд 41)
- Coislinianus 26 — Дії апостолів, послання Павла (Григорій-Аланд 056)
- Coislinianus 131 — частина доповіді Псевдо Йосифа про Ісус Христос та раннє християнство
- Coislinianus 149 — Diodorus Siculus
- Coislinianus 199 — (Григорій-Аланд 35)
- Coislinianus 200 — Євангеліє (Григорій-Аланд 38)
- Coislinianus 305 — Хроніка Георгія Амартола (з фрагментами Папія)
- Coislinianus 311 — Олексіада
- Coislinianus 345 — Codex Unicus гомерівського лексикографа Аполонія Софіста
- Coislinianus 386 — Про душу
- Coislinianus 387 — рукопис Іліади[3]